# 英國鐵路GT3型燃氣渦輪機車
GT3型（燃氣渦輪3型，British Rail GT3）是1961年由英国电气旗下，位於默西塞德郡的火神鑄造廠所生產的實驗性幹綫機車，用於驗證燃氣輪機作爲牽引機車動力的可行性。是繼進口18000號（GT1）與18100號（GT2）后，英國自研的一款燃氣輪機車，由任職于英國電器的J·O·P·休斯于1950年代初設計。鑒於前兩型機車在電傳系統可靠性與轉向架的維護複雜度皆不盡如人意，設計方案采用了板框車架與機械傳動，令GT3的外型近似於傳統蒸汽機車。

## 歷史
在設計的初創階段，GT3的設計方案包括4-8-4軸式，外觀接近瑞士Ae 4/7型電力機車的單體車身設計，以及采用棕灣輪（BFB輪）的4-6-0軸式分體設計。最終方案確定為4-6-0軸式，采用傳統輻條輪，附帶「煤水車」的分體設計。

## 參注
1. ↑  Hughes, J.O.P. . Journal of the Institution of Locomotive Engineers. 14 December 1961, 52:2 (286): 180–220. Paper Nº633.
2. 1 2  Hughes, John. . Science Museum. 1947–1975  [2023-11-23]. （原始内容存档于2018-05-15）.